# Isabela (eiland)
Isabela is het grootste eiland van de Galapagoseilanden, een verspreide groep eilanden die ter hoogte van de evenaar in de Stille Oceaan liggen. Het hoogste punt ligt op 1.707 meter. De grootste plaats van Isabela is Puerto Villamil en herbergt het grootste deel van de ca. 2.200 eilanders. De naam is te danken aan de Spaanse koningin Isabella I van Castilië.

## Beschrijving
Charles Darwin bezocht het eiland in 1835. In 1893 werd het eiland gekoloniseerd. Er werden kalkovens aangelegd en men won zwavel, daarna kwamen er koffieplantages. In 1906 woonden er 200 mensen, in 1974 450. In de jaren 1990 nam het toerisme toe. In 1996 kwam er een vliegveld. In 1980 was in Puerto Villamil maar één hotel, in 2006 waren er 18 hotels en woonden er 1.749 mensen.
Het eiland heeft een dozijn bijzondere bezienswaardigheden voor toeristen waaronder drie punten speciaal voor duiktoerisme. In de buurt van Puerto Villamil is al veel te zien, onder andere een kwekerij van reuzenschildpadden.
Enkele vulkanen kunnen worden bezocht. Zo zijn er rond de Cerro Azul lagunes met watervogels zoals de Amerikaanse flamingo, roodsnavelhoen, Amerikaans waterhoen en bahamapijlstaart.
Aan de westkant van het eiland bevinden zich grote zeevogelkolonies met onder meer galapagospinguïn en blauwvoetgent.

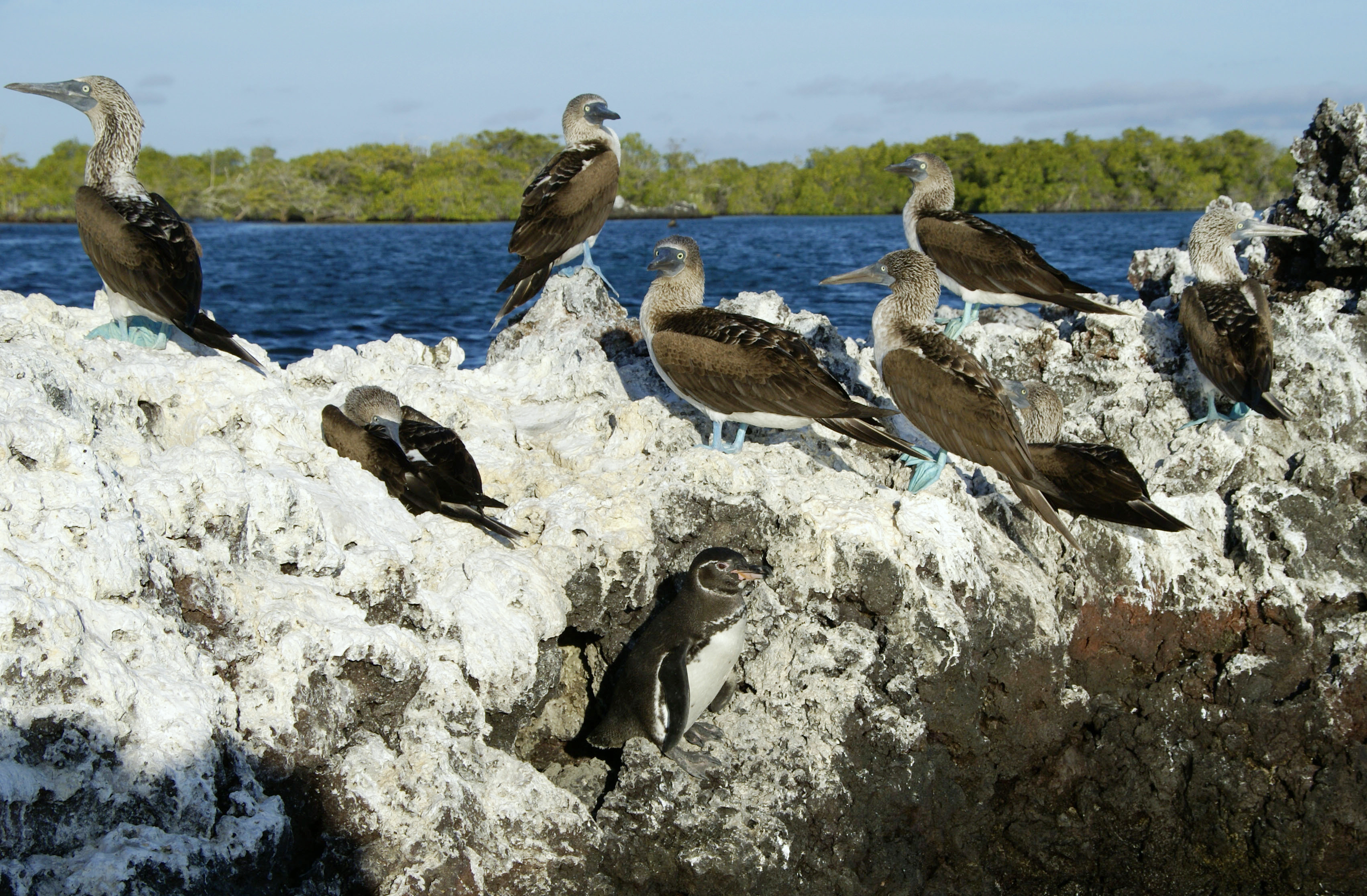
Galapagospinguïn en blauwvoetgenten.

## Ecologische herstel
In het gebied rond de vulkaan Alcedo in het midden van het smalle deel van het eiland is nu een natuurlijke populatie reuzenschildpadden. Tussen 2004 en 2006 zijn uit dit gebied met succes de verwilderde geiten en ezels verwijderd die grote schade toebrachten aan de natuurlijke vegetatie en voedselconcurrenten waren van de schildpadden. Bij dit Project Isabela tot ecologisch herstel van het eiland werd gebruikgemaakt van zogenaamde judasgeiten om de laatste, zich schuil houdende geiten af te schieten.
De ernstig bedreigde mangrovevink leeft in de mangrovebossen in het noordwesten van het eiland. Om deze vogelsoort voor uitsterven te behoeden is het zogenaamde Mangrove Finch Captive Rearing Program van het Charles Darwin Research Station gestart. In 2014 lukte het om eieren van wilde vogels te verzamelen en de jongen in gevangenschap groot te brengen. Zo konden 15 vinken in geschikt leefgebied weer worden losgelaten. Verder wordt er intensief studie gemaakt van een parasitaire vlieg (Philornis downsi) die de overleving van deze vogelsoort verkleint.

## Geologie

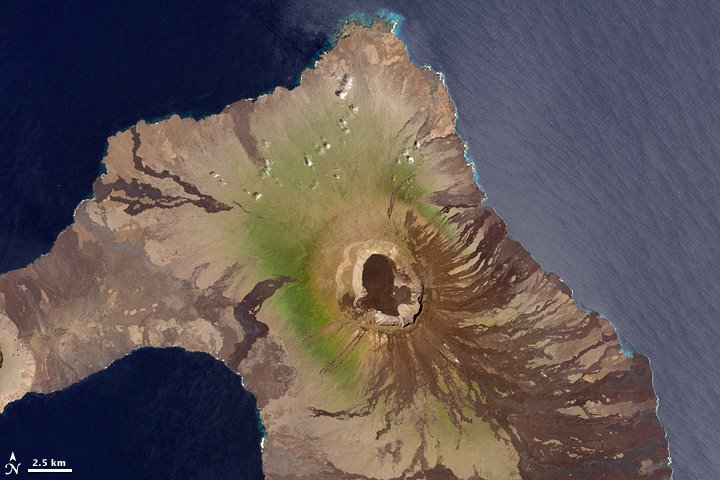
Satellietopname van de vulkaan Wolf

Isabela is geologisch een van de jongste eilanden van de Galapagoseilanden. Het eiland is gevormd door zes schildvulkanen:
- Alcedo (laatste uitbarsting in 1993[3])
- Cerro Azul (laatste uitbarsting in 2008[4])
- Darwin (laatste uitbarsting in 1813[5])
- Ecuador (laatste uitbarsting in 1150[6])
- Sierra Negra (Galapagos) (laatste uitbarsting in 2005[7])
- Wolf (laatste uitbarstingen in 2015 en 2022[8])

Deze vulkanen behoren tot de meest actieve ter wereld.